# CTGF
CTGF (англ. Connective tissue growth factor) – білок, який кодується однойменним геном, розташованим у людей на короткому плечі 6-ї хромосоми. Довжина поліпептидного ланцюга білка становить 349 амінокислот, а молекулярна маса — 38 091.
| 10         |  | 20         |  | 30         |  | 40         |  | 50         |
| ---------- |  | ---------- |  | ---------- |  | ---------- |  | ---------- |
| MTAASMGPVR |  | VAFVVLLALC |  | SRPAVGQNCS |  | GPCRCPDEPA |  | PRCPAGVSLV |
| LDGCGCCRVC |  | AKQLGELCTE |  | RDPCDPHKGL |  | FCHFGSPANR |  | KIGVCTAKDG |
| APCIFGGTVY |  | RSGESFQSSC |  | KYQCTCLDGA |  | VGCMPLCSMD |  | VRLPSPDCPF |
| PRRVKLPGKC |  | CEEWVCDEPK |  | DQTVVGPALA |  | AYRLEDTFGP |  | DPTMIRANCL |
| VQTTEWSACS |  | KTCGMGISTR |  | VTNDNASCRL |  | EKQSRLCMVR |  | PCEADLEENI |
| KKGKKCIRTP |  | KISKPIKFEL |  | SGCTSMKTYR |  | AKFCGVCTDG |  | RCCTPHRTTT |
| LPVEFKCPDG |  | EVMKKNMMFI |  | KTCACHYNCP |  | GDNDIFESLY |  | YRKMYGDMA  |

A: Аланін

C: Цистеїн

D: Аспарагінова кислота

E: Глутамінова кислота

F: Фенілаланін

G: Гліцин

H: Гістидин

I: Ізолейцин

K: Лізин

L: Лейцин

M: Метіонін

N: Аспарагін

P: Пролін

Q: Глутамін

R: Аргінін

S: Серин

T: Треонін

V: Валін

W: Триптофан

Задіяний у таких біологічних процесах, як клітинна адгезія, синтез ДНК, альтернативний сплайсинг. 
Білок має сайт для зв'язування з молекулою гепарину. 
Локалізований у позаклітинному матриксі.
Також секретований назовні.